# Cook40'
Cook40' è un game show culinario, condotto da Flavio Montrucchio dalla terza edizione, mentre fino alla seconda a condurre vi era Alessandro Greco, in onda il sabato su Rai 2 dal 9 aprile 2022.

## Il programma
In ogni puntata, in onda il sabato a mezzogiorno, due concorrenti devono riuscire a districarsi tra materie prime, utensili e vari strumenti da cucina per riuscire a realizzare un menù completo in soli quaranta minuti. A decretare chi avrà realizzato il miglior menù è Angelica Sepe, esperta di cucina.

## Edizioni

### Riepilogo delle edizioni
| Edizione | Anno      | Conduzione         | Presenza fissa | Periodo          | Periodo        | Puntate | Studio                                                  |
| Edizione | Anno      | Conduzione         | Presenza fissa | Inizio           | Fine           | Puntate | Studio                                                  |
| -------- | --------- | ------------------ | -------------- | ---------------- | -------------- | ------- | ------------------------------------------------------- |
| 1ª       | 2022      | Alessandro Greco   | Angelica Sepe  | 9 aprile 2022    | 25 giugno 2022 | 12      | Studio 2 degli Studi Televisivi Fabrizio Frizzi di Roma |
| 2ª       | 2022-2023 | Alessandro Greco   | Angelica Sepe  | 15 ottobre 2022  | 1º aprile 2023 | 18      | TV1 del Centro di produzione Rai di Napoli              |
| 3ª       | 2023-2024 | Flavio Montrucchio | Angelica Sepe  | 2 dicembre 2023  | 1º giugno 2024 | 21      | TV1 del Centro di produzione Rai di Napoli              |
| 4ª       | 2024-2025 | Flavio Montrucchio | Angelica Sepe  | 16 novembre 2024 | 14 giugno 2025 | 22      | TV1 del Centro di produzione Rai di Napoli              |

#### Prima edizione (2022)
La prima edizione è andata in onda dal 9 aprile 2022 al 25 giugno 2022 a mezzogiorno, su Rai 2 con la conduzione di Alessandro Greco e la partecipazione di Angelica Sepe. Il programma ha debuttato con 444.000 telespettatori ed il 4,2% di share. 
La trasmissione va in onda dallo Studio 2 degli Studi Televisivi Fabrizio Frizzi di Roma.
In questa edizione, in ogni puntata si sfidano due aspiranti cuochi ai fornelli, divisi in due squadre, in ricette diverse legate al nostro bel paese. Il concorrente vincitore, si aggiudica "la parannanza d'oro" della trasmissione. 

#### Seconda edizione (2022-2023)
La seconda edizione è andata in onda dal 15 ottobre 2022 al 1º aprile 2023 sempre su Rai 2 con la conduzione di Alessandro Greco e la partecipazione di Angelica Sepe, ma le differenze rispetto alla prima edizione sono tante: in primis l'orario che passa da mezzogiorno alle 11:15; al posto della sfida tra aspiranti cuochi, vi è un ospite vip, che affiancato da uno chef, si cimenterà nel preparare piatti del nostro bel paese. Cambia anche lo studio di registrazione, infatti, la trasmissione viene registrata al TV1 del Centro di produzione Rai di Napoli.  
L'edizione ha debuttato con 203.000 spettatori ed il 3,8% di share.

#### Terza edizione (2023-2024)
La terza edizione è andata in onda dal 2 dicembre 2023 al 1º giugno 2024 sempre su Rai 2. Il programma ritorna in onda alle 12:00 con la nuova conduzione di Flavio Montrucchio, che subentra ad Alessandro Greco dopo due edizioni. Confermata invece la presenza di Angelica Sepe.  
L'edizione ha debuttato con 359.000 spettatori, pari al 3,6% di share.

#### Quarta edizione (2024-2025)
La quarta edizione è andata in onda dal 16 novembre 2024 al 14 giugno 2025 sempre su Rai 2 con la conduzione di Flavio Montrucchio e la partecipazione di Angelica Sepe, Stella Menna (food blogger) ed Emanuela Scatena (enologa).